# Franck Dumas

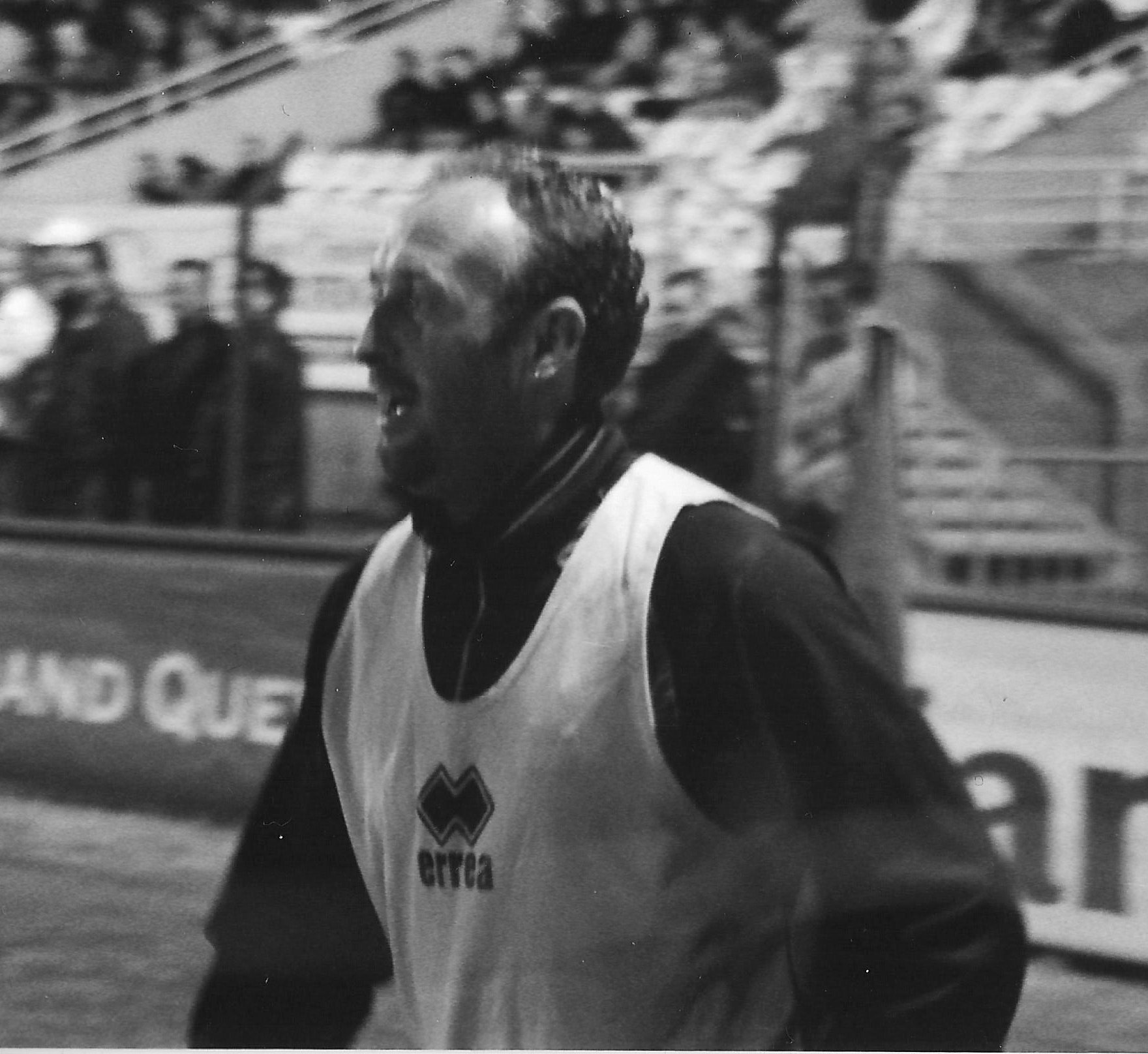
Franck Dumas

Franck Dumas (Bayeux, 9 januari 1968) is een Frans voetbaltrainer en voormalig voetballer. Als speler won hij in 1997 met AS Monaco de Ligue 1. Als trainer won hij in 2010 de Ligue 2 met SM Caen. In september 2016 werd hij tot drie jaar celstraf veroordeeld wegens belastingfraude.

## Spelerscarrière
- 1987-1992 SM Caen
- 1992-1999 AS Monaco
- 1999-12/1999 Newcastle United
- 01/2000-10/2000 Olympique Marseille
- 10/2000-2001 RC Lens (huur)
- 2001-2004 SM Caen

## Trainerscarrière
- 2005-2012 SM Caen
- 2013-2014 Arles-Avignon
- 2014 Maghreb Fez